# Leuchtturm von Preguiças
Der Leuchtturm von Preguiças, portugiesisch Farol do Preguiças oder Farol de Mandacaru, steht im Nordosten Brasiliens im Dorf Mandacaru im Bundesstaat Maranhão, wo der Rio Preguiças in den Südatlantik mündet. Der Turm wurde am 16. Juli 1909 eingeweiht und dient auch heute noch als Navigationshilfe. Er wird von der brasilianischen Marine verwaltet.

## Geschichte
Der erste Leuchtturm in Preguiças wurde gebaut, um die Hafeneinfahrt und die felsigen Untiefen zu markieren. Der 28 Meter hohe Metallturm wurde mit einer Fresnel-Linse 3. Ordnung ausgestattet. Die mit Acetylengas betriebene Glühlampe wurde in Kanada hergestellt. Der Leuchtturm von Preguiças war einer der ersten in Brasilien, der dieses System nutzte. Sein Lichtstrahl war bei klarem Wetter über eine Entfernung von 27 Kilometern zu sehen.
Nach dreißig Jahren hatte die Eisenkonstruktion des Turms derart Schaden genommen, dass sie einzustürzen drohte. 1940 wurde beschlossen, anstelle der Metallkonstruktion eine neue aus Beton zu bauen. Als Vorlage diente der Turm von Mostardas in Rio Grande do Sul. Der neue Turm war mit 35 Metern 7 Meter höher als der bisherige.
Da der Leuchtturmwärter mehrmals täglich Schmieröl und Reinigungsmittel hochtragen musste und zudem oft für Inspektionen und Wachen hochsteigen musste, wurde ein kleiner Aufzug eingebaut, der zwei Personen transportieren konnte. Der Aufzug ist nicht mehr vorhanden.

## Bedeutung
Der Leuchtturm von Preguiças ist eine beliebte Touristenattraktion auf den Touren in den Nationalpark Lençóis Maranhenses. Die kleine Plattform auf 35 Meter Höhe erreicht man über 160 Stufen. Sie bietet einen weiten Ausblick über die Umgebung, das Dorf Mandacaru und die Mündung des Flusses Preguiças. Der Ort ist ausschließlich über den Fluss erreichbar.

## Bilder

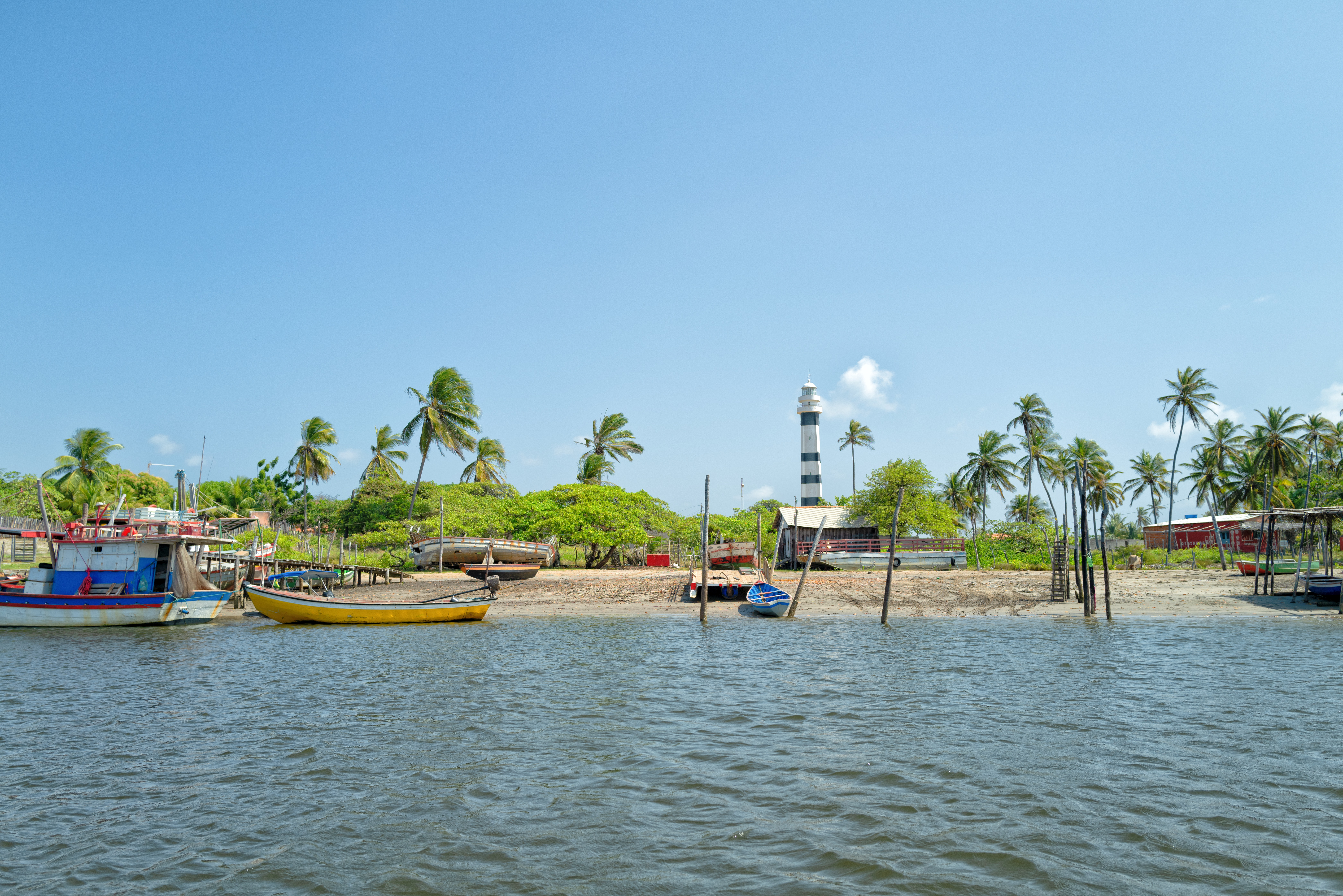
Anblick vom Fluss aus
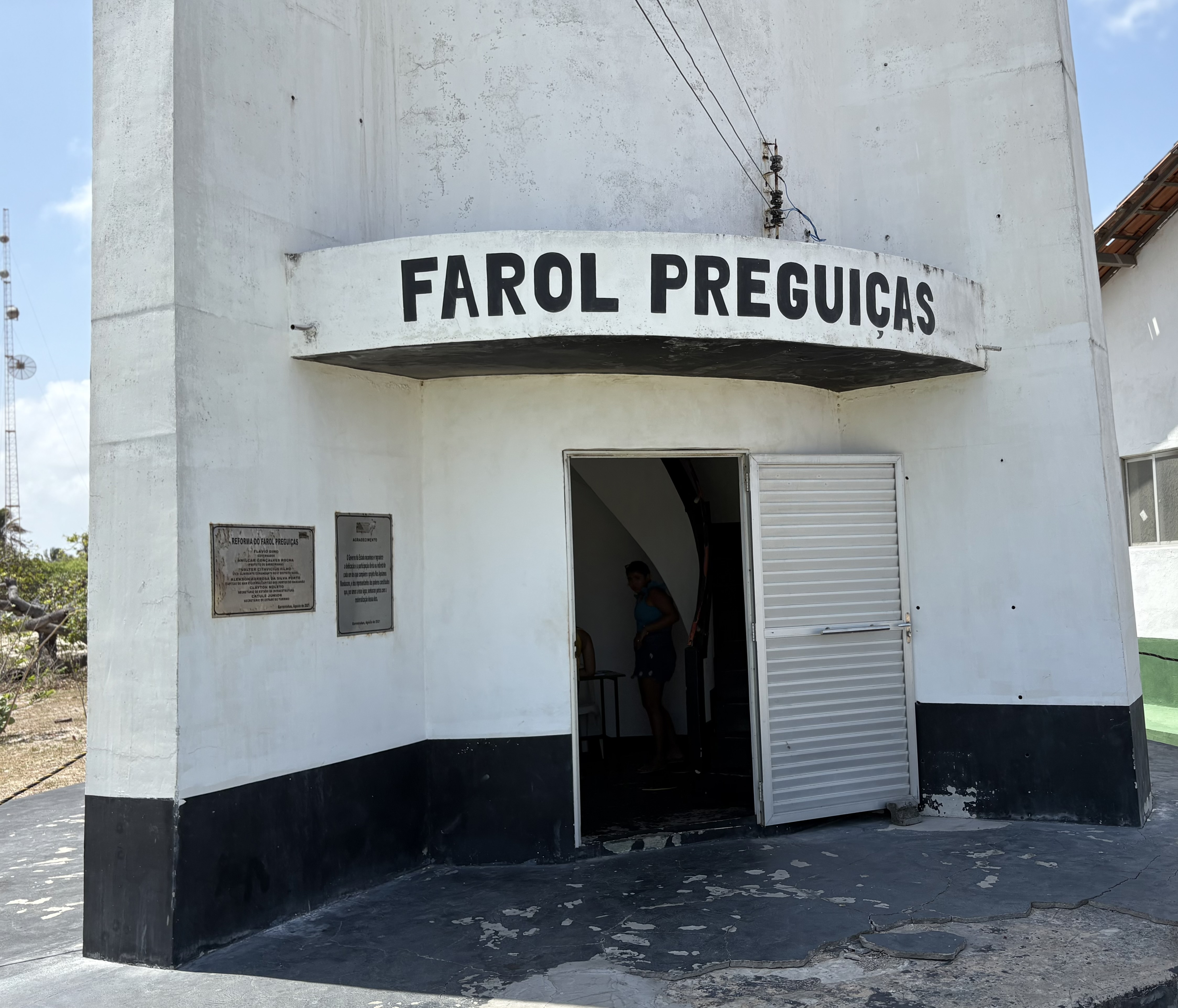
Eingang
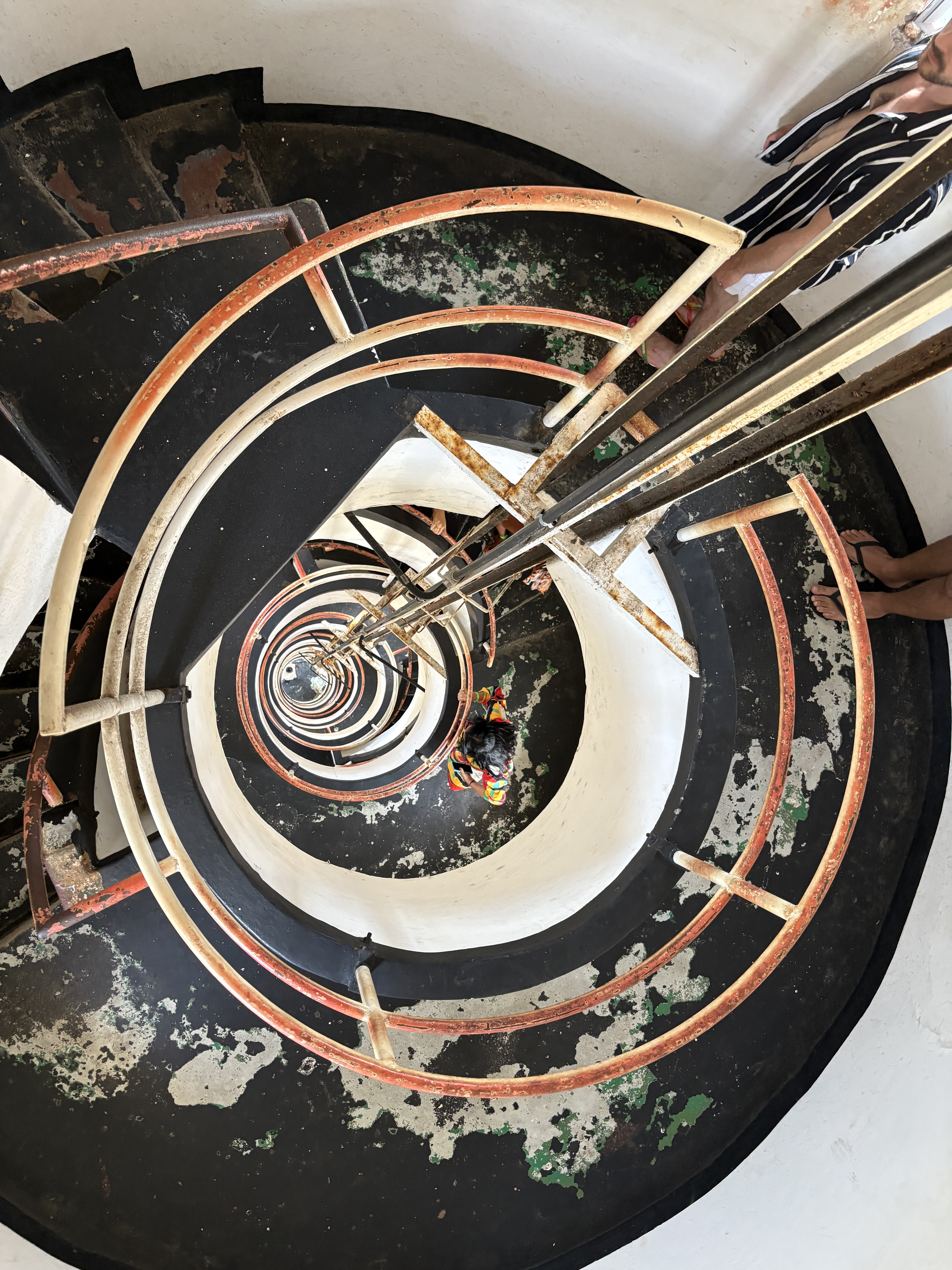
Treppe
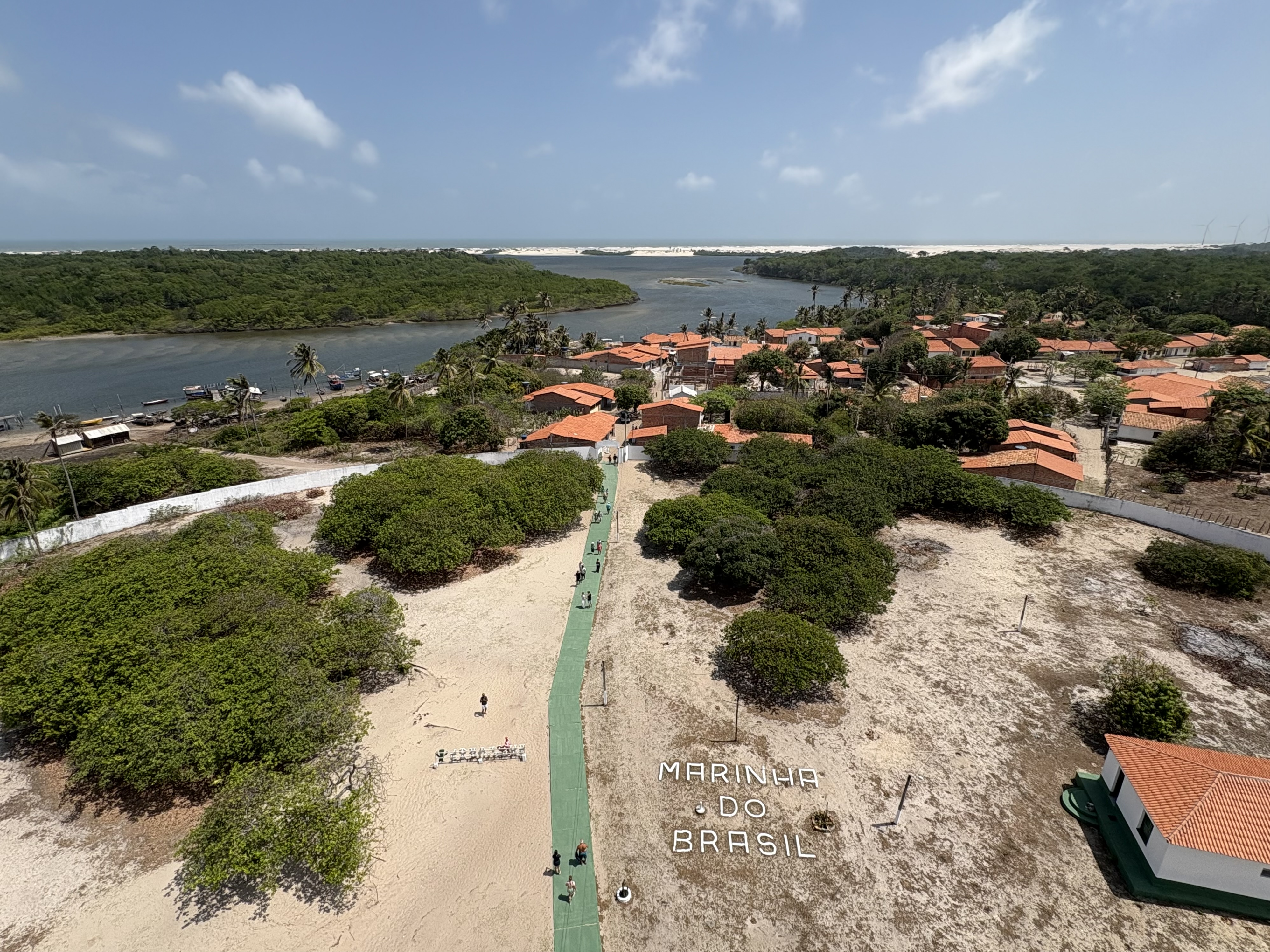
Blick über Dorf und Hafen